# Mesabolivar difficilis
Mesabolivar difficilis is een spinnensoort uit de familie trilspinnen (Pholcidae). De soort komt voor in Brazilië. 